# Antonio Stradivari
« Stradivarius » et « Stradivari » redirigent ici. Pour les autres significations, voir Stradivarius (homonymie) et Stradivari (homonymie).
Antonio Giacomo Stradivari, dit « Stradivarius », né en 1644  à Crémone, duché de Milan, et mort le 18 décembre 1737 dans sa ville natale, est un luthier italien, fabricant de violons (600), de violoncelles (50), d'altos (12) et de guitares (3), le plus important de sa profession. La forme latine de son nom, « stradivarius » est par antonomase souvent utilisée pour se référer à ses instruments et par métaphore désigne l'excellence dans une matière.

## Biographie
Antonio Stradivari naît d'Alessandro Stradivari et d'Anna Moroni. Il aurait été élève de Niccolò Amati de 1666 à 1679.
À ce jour, le doute subsiste car aucun document irréfutable, confirmant l'une ou l'autre de ces sources, n'a été jusqu'à présent retrouvé par les historiens. Quoi qu'il en soit, l'étiquette du violon de 1667 l'Ashby Strad, porte la mention « alumnus Amati » (« ancien élève d'Amati »). La famille Amati fut une grande famille de luthiers, dont l'un des ancêtres, Andrea Amati (v. 1505/1510-1577), inventa le violon à partir de la viole, vers 1560. Niccolò Amati eut aussi pour élève Andrea Guarneri, dont le nom évoque une autre dynastie de luthiers prestigieux. Le premier violon de Stradivari date de 1666, portant comme signature l’étiquette « Antonius Stradivarius Cremonensis. Faciebat Anno 1666 » (« Antonio Stradivari, Crémonais, l'a fait en l'année 1666 »).
Au milieu des années 1670, il est à son compte, avec une riche clientèle ; il fournit également les cours d'Europe et devient célèbre.
À la mort de Stradivari, deux de ses fils (parmi ses onze enfants de deux épouses), Francesca Ferraboschi (1671-1743) et Omobono (1679-1742), tous deux restés à Crémone, continuèrent l'entreprise de leur père, mais furent éclipsés par son art car, bien que fort méritants, ils ne purent jamais égaler son génie.

## Lutherie
Antonio Stradivari a été l'un des plus fameux luthiers de l'histoire. Il semble que la réussite de son œuvre soit le choix et le souci de perfection d'une multitude de détails. Les spécialistes[Qui ?] s'accordent à définir trois périodes dans sa production :
- de 1680 à 1700, en analysant les instruments de la « première période », on note que le travail est très proche de la forme des violons fabriqués par Niccolo Amati tant dans le dessin des ouïes, des volutes, du travail des voûtes, des gorges et des filets, que des instruments de Jean-Baptiste Ruggeri ou encore Giovani Paolo Maggini. Ce sont de petits modèles dits stradivarius « amatisés » sauf quelques exceptions comme le Hellier, violon décoré fait en 1679 ;
- dans une « seconde période », de 1700 et 1710, où son époque est marquée par une évolution des besoins en lutherie pour des salles de concert de plus en plus vastes, nécessitant des instruments d'une puissante sonorité — ce qui n'était pas l'apanage des violons assemblés par Amati —, Stradivari sut améliorer la qualité de sa production en ce sens, notamment en allongeant le corps de l'instrument et en abaissant les voûtes. Poussant l'expérience assez loin, il crée les longuets — le gain en longueur étant d'environ 5 mm — dans les dernières années du XVIIe siècle ;
- enfin, avec les instruments de la « troisième période », qu'il produisit dès 1709, il revient à un modèle plus classique notamment dans les proportions du coffre, et dès les années 1725 - 1727, ils sont considérés comme étant les meilleurs de sa production. Cette période est d'ailleurs qualifiée par les experts d'« âge d'or » qui voit la réalisation de violons d'anthologie : le Viotti en 1709, le Vieuxtemps en 1710, le Dauphin et le Soil en 1714, l'Alard en 1715, et le Messie en 1716, ainsi que les violoncelles le Gore-Booth en 1710, le Duport en 1711, Batta en 1714 et Piatti en 1720.

Les sept dernières années sont celles de la vieillesse où il se charge de diriger son atelier avec ses deux fils Francesco et Omobono, et son dernier élève, Carlo Bergonzi (1686-1747). Ces violons portent l'étiquette « Sotto la disciplina di Antonio Stradivari », en mentionnant parfois son âge : de anni 89, 91, etc..
Du millier d'instruments fabriqués par Stradivari, près de 700 nous sont parvenus, dont certains dans un état exceptionnel de conservation avec leur montage d'origine. Le plus ancien semble être le violon « Serdet » daté de 1666. Il aurait été acheté à l'atelier de Charles Paul Serdet, luthier à Paris, en 1900.

## Hommages
L'astéroïde (19189) Stradivari, découvert en 1991, est nommé en son honneur.

### Bibliographie

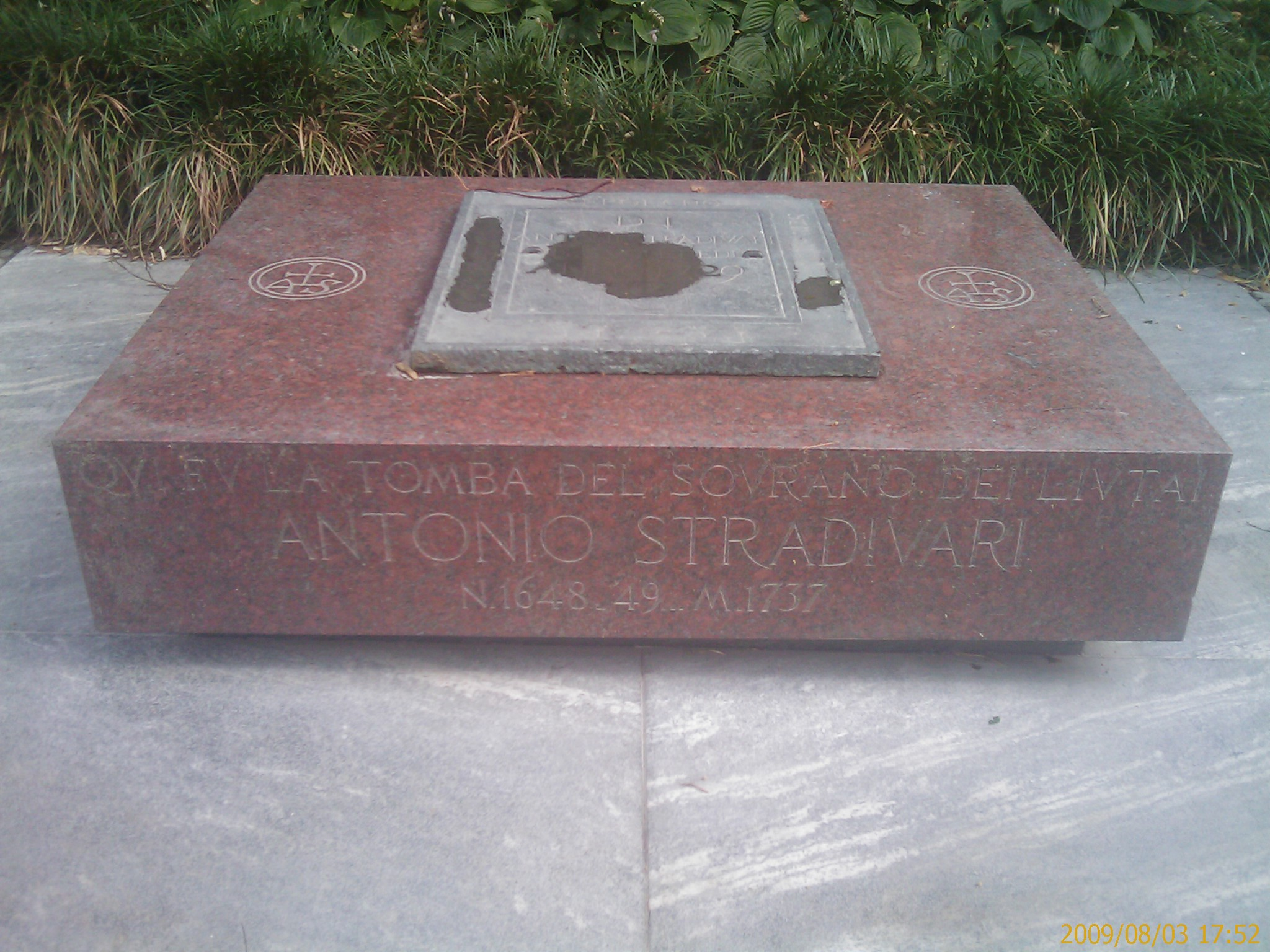
Pierre commémorative de Stradivarius sur la Piazza Roma à Crémone.

### Biographies romancées
- Jean Diwo, Les Violons du roi ; retrace l'épopée romancée des luthiers de Crémone, dont Antonio Stradivari, à travers l'Italie baroque  (ISBN 2-07-038511-6)
- Cyril Gely, La forêt aux violons
- Jean Diwo, Moi, Milanollo, fils de Stradivarius ; fiction tirée d'une histoire vraie[réf. nécessaire]. Le célèbre violon de Stradivari de 1728 raconte son histoire à travers les époques.
- Frédéric Chaudière, Tribulations d'un stradivarius en Amérique, Actes Sud, 2005,  (ISBN 2-7427-5342-7) : L'histoire d'un stradivarius depuis l'abattage de l'arbre. Roman historique très documenté.

- Herbert Le Porrier, Le luthier de Crémone, Le Seuil (1977) ; collection Points n° 1200 (2004).  (ISBN 2020654024). la vie romancée (et sa part d'imaginaire) d'Antonio Stradivari, vue dans une perspective où au-delà du quotidien de l'artisan puis du maître en lutherie, s'écrit une part de l'histoire de la musique et de l'histoire tout court: grâce aux instruments d'Antonio Stradivari, l'interprétation et la composition changent de nature et de registre, s'ouvrant de l'intimité des salons de la noblesse vers les grandes œuvres concertantes et les salles de concert.

### Filmographie
- Stradivari, film réalisé par Giacomo Battiato en 1988 avec Anthony Quinn dans le rôle de Stradivari.